# Confrérie de saint Christophe d'Arlberg
La Confrérie de saint Christophe d'Arlberg ou Bruderschaft St. Christoph am Arlberg est une association d'« amour chrétien du prochain ». Avec plus de 19 500 membres en 2013, elle est une association purement caritative de grande taille. Parmi ses membres, on compte des noms aussi illustres que Juan Carlos Ier d'Espagne, Beatrix des Pays-Bas, des membres de la dynastie saoudienne ou de la maison de Liechtenstein. Le siège de la confrérie est l'hospice Saint-Christophe d'Arlberg situé à Sankt Anton am Arlberg au Tyrol.

## Histoire
La confrérie est fondée en 1386 par un certain Heinrich Findelkind (« Henri l'enfant trouvé ») ou Heinrich von Kempten, dans le but de collecter de l'argent pour la construction d'un refuge ou hospice au pied du col de l'Arlberg, servant d'abri pour des voyageurs en difficulté. Le refuge et la confrérie se développe considérablement durant les siècles suivants. Comme toutes les confréries, elle est dissoute en 1783 par l'empereur Joseph II. La construction d'un tunnel ferroviaire au XIXe siècle rend l'abri inutile, et le bâtiment décline et passe de main en main. Au milieu du XXe siècle, Arnold Ganahl fait reconstruire le bâtiment et ressuscite la confrérie après un sommeil de plus de 150 ans. La nouvelle confrérie soutient au début principalement des enfants orphelins d'ouvriers victimes d'accidents lors de la construction du tunnel routier de l'Arlberg, pour leur permettre de suivre une scolarité normale. Depuis, la confrérie s'est développée avec vigueur et elle soutient maintenant principalement des adultes et enfants pauvres.

## Site et fonctionnement

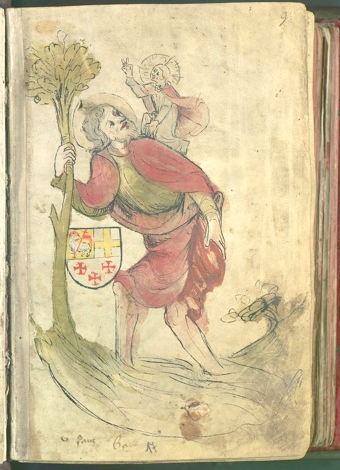
Folio 9r du manuscrit WienerHandschriftEXAv2 52z3, montrant saint Christophe et le blason de la confrérie.

Les membres de la confrérie et les membres de sa direction assument leur activité bénévolement, de sorte que les dons financiers reviennent intégralement aux bénéficiaires. Le siège de la confrérie est l'hôtel Arlberg Hospiz et la chapelle de la confrérie est la chapelle Saint-Christophe attenante. Le maître de la confrérie est, en 2013, Adolf Werner, l’hôtelier sénior du complexe hôtelier. Une réunion annuelle d'une semaine a lieu en été. Les membres de la confrérie proviennent principalement d'Allemagne, d'Autriche, de Suisse et d'Italie, et également du Liechtenstein, de Belgique et de France.

## Blason de la confrérie
La confrérie de saint Christophe possède un blason. Ce « blason de confrérie » est une copie d'une représentation figurant dans un recueil d'armoiries du XIVe siècle, soit du temps de Henri l'enfant trouvé. Il contient un agneau de Dieu en blanc sur un fond doré rappelant le diocèse de Bolzano-Bressanone, de la croix en or sur fond blanc de l'évêché de Constance, et en dessous de trois croix rouges sur fond blanc, symbolisant les vertus chrétiennes de foi, espoir et amour.